# Челатика
Чела̀тика (на италиански: Cellatica, на източноломбардски: Selàdega, Селадега) е малко градче и община в Северна Италия, провинция Бреша, регион Ломбардия. Разположено е на 170 m надморска височина. Населението на общината е 4965 души (към 2013 г.).